# Výstružník

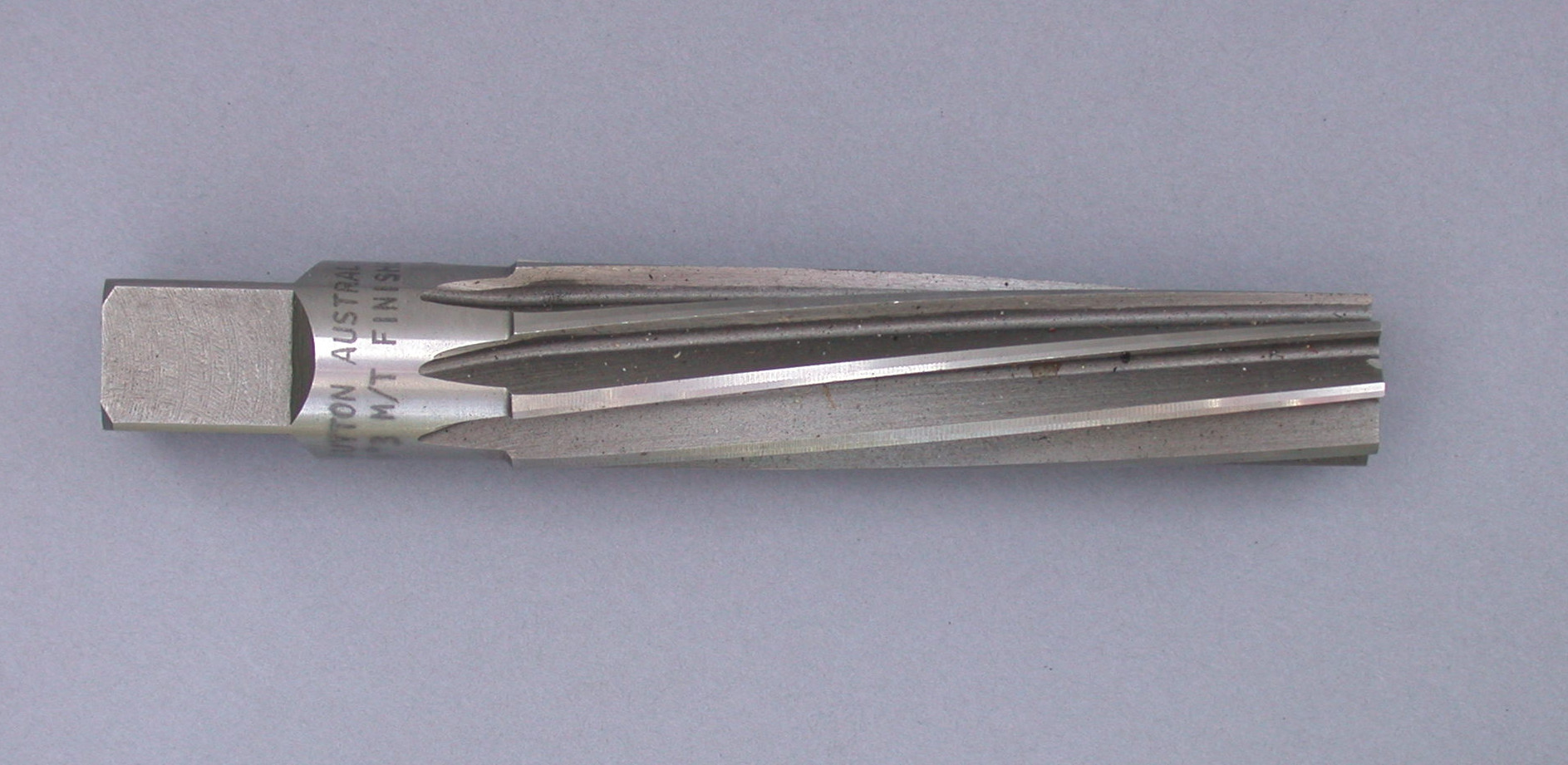
Kuželový výstružník (pro opracování dutiny s Morseovým kuželem)

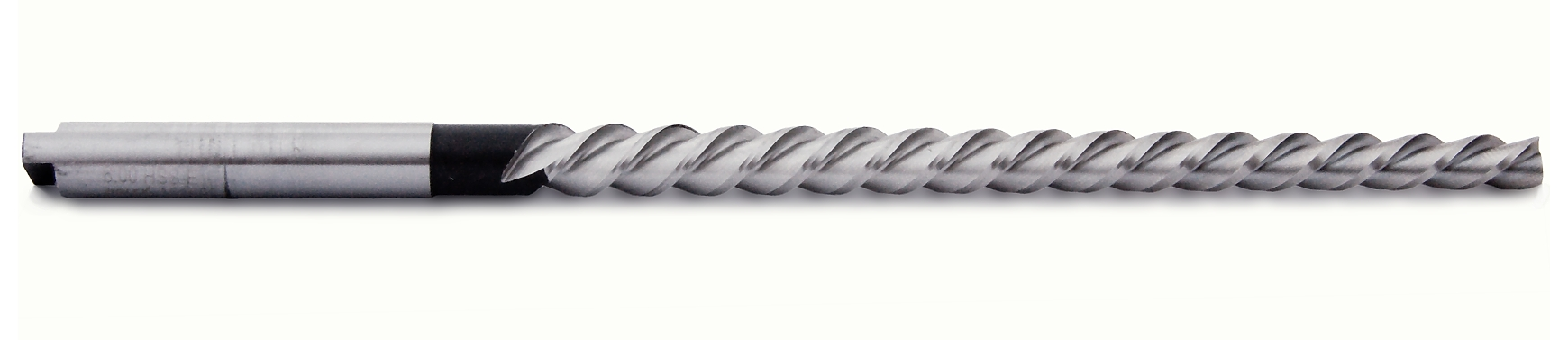
Strojní výstružník kuželový

Výstružník je upínaný nástroj většinou z rychlořezné oceli, sloužící k přesnému opracování vyvrtaných a vyhrubovaných otvorů. Jeho pomocí lze dokončovat válcové nebo kuželovité otvory.
Při samotném vrtání nelze dosáhnout vysoké přesnosti. Při větší požadované přesnosti (třída přesnosti IT7 až IT5) se proto nejdříve vyvrtá menší otvor a ten se potom přesněji opracuje pomocí výstružníku. S jeho pomocí se odebere maximální vrstva 0,5 mm materiálu.

## Popis výstružníku
Výstružník je víceřezný nástroj se 4 až 18 řeznými břity. Břity jsou po obvodu rozmístěny s nepravidelnými odstupy, aby byl lépe dosažen přesný tvar otvoru.
Podle druhu obráběného materiálu jsou břity rovné nebo jsou ve šroubovici s úhlem stoupání 5° až 45°. Počet břitů bývá sudý, což umožňuje snadné měření průměru. Šroubovice mívá opačný sklon než vrták pro stejný směr otáčení, tedy u pravotočivého výstružníku je šroubovice levotočivá. Při opačném sklonu šroubovice by měl nástroj tendenci být vtahován do vystružovaného otvoru.

## Druhy výstružníků
Podle způsobu obrábění se výstružníky dělí na:
1. ruční - mají dlouhou břitovou část pro lepší vedení v otvoru. Jeho stopka je zakončena čtyřhranem.
2. strojní - má kratší břitovou část, upínací část může být jako
  - válcová stopka
  - kuželová stopka - s Morse kuželem
  - válcový otvor - tzv. nástrčný výstružník pro větší průměry

Podle tvaru otvoru se výstružníky dělí na:
1. válcové
2. kuželovité
  - pro otvory na kolíky ve tvaru kužele s kuželovitostí 1:50
  - pro Morseovy kužely
  - pro metrické kužely

Větší otvory se vystružují pomocí souprav více výstružníků.
Podle konstrukce jsou výstružníky:
1. jednolité
2. s řeznými destičkami ze slinutých karbidů - pro vyšší řezné rychlosti a zvýšení odolnosti.
3. rozpínací – činná část je rozříznutá a zatlačováním kuličky do kuželové dutiny se zvětšuje průměr výstružníku
4. nastavitelné - do tělesa výstružníku jsou upevněny jednotlivě nastavitelné břity

## Upínání výstružníků
Při upínání se používají tzv. volné vložky, které umožňují malý pohyb výstružníku kolmo k ose otáčení. Tak je výstružník veden předvrtaným otvorem, což vede k vyšší přesnosti obrábění.